# Čudeži
Čudeži (1981) so avtobiografski roman slovenskega pisatelja in pesnika Pavleta Zidarja. V romanu asociativno in nekronološko prepleta prelomne dogodke iz svojega življenja z življenjskimi zgodbami drugih ljudi.

## Vsebina
Prvoosebni pripovedovalec se v prvem delu romana prebuja iz sna in podoživlja sanje o svojem prijatelju, slikarju Viktorju Magyarju, ki je umrl v zaporu, ter skuša osmisliti njegovo smrt. Skozi okno opazuje Savudrijo, ki ga spominja na otok Silbo, kjer je pred leti na sprehodu srečal dvanajstletno deklico Piko in se z njo kljub njeni mladoletnosti zapletel v razmerje. Seznanil se  je z njeno materjo in ju pričel pogosteje obiskovati, toda Pika je enega izmed njegovih obiskov zavrnila in ga označila za zalezovalca, ki ji želi ukrasti nedolžnost. Pripovedovalec si njen zasuk v sovražnost razlaga kot posledico njenega občutenja krivde zaradi razmerij z drugimi moškimi. Kljub temu ostaneta s Piko povezana, tudi ko ona odraste; pripovedovalec čuti, da sta si usojena. 
Iz spominov se vrne z razmišljanjem, ali naj se udeleži Viktorjevega pogreba v Grosupljem ali naj obišče svojega očeta v Kranju. Z očetom, ki ga imenuje stari Karamazov, sta se po materini smrti odtujila, a oče zaradi svoje slepote potrebuje njegovo pomoč. Ko je bila mati še živa, je oče najel mlado služkinjo Marijo, da bi pomagala pri delu, in se z njo spustil v razmerje. Da za to ne bi izvedela pripovedovalčeva mati, sta ji oče in Marija v hrano dajala uspavala, ki so močno poslabšala njeno zdravstveno stanje. Pripovedovalec je zaroto razkril in Marijo izgnal iz hiše, a je mati kljub temu kmalu zatem umrla. 
Nato se spominja morilca, ki ga je želel ubiti na bregu Nadiže, a so ga čudežno rešili otroški glasovi, ki so se pojavili od nikoder in takoj nato tudi izginili. Pripoveduje o dogodkih v kraju K., kjer ga je P. prosila za pomoč pri vrnitvi njenega brata Michela Komarja iz Alžira. Pripovedovalec predsedniku republiške skupščine napiše pismo in skupščina Komarju izda jugoslovanski potni list. P. pozimi umre, Komar pa v Slovenijo pride spomladi in se naseli v obmorskem kraju, kjer tedaj živi pripovedovalec. Ta se z njim ne želi srečati, a ga obišče neki prijatelj in mu pove, da si je Komar, ki je bolehal za kožnim rakom in se je v Slovenijo vrnil, ker je želel umreti doma, vzel življenje. Komarjevega pogreba se ne udeleži, saj bi se tam počutil kot izterjevalec hvaležnosti, vendar odtlej vsako jesen v parku skuša poiskati oljko, na katero se je obesil. 
Pripovedovalec se ponovno vrne v sedanjost in pomisli na bivšo ženo, ki se ga ne spominja več, in na prostitutko Faniko, edino žensko, s katero bi se bil lahko poročil, a se ne more, ker je umivala truplo svoje tete, on pa se boji mrličev in vseh, ki so se jih dotikali. 
Na koncu romana se v razmišljanju vrne najdlje v preteklost; opisuje medvojne dogodke, ki jih je doživel kot dvanajst- in trinajstletni deček. Ko je svojemu stricu nesel hrano, so ga zajeli gestapovci, a so ga zaradi domiselne laži izpustili. Partizani, ki mu niso verjeli, da so mu pustili oditi, so ga obtožili sodelovanja z gestapom in ga skoraj ustrelili. Nato je sodeloval pri ponesrečenem miniranju šole, v kateri bi morala biti zbrana vsa nemška hierarhija, a so življenja izgubili le pripovedovalčevi sošolci. Sprva je na dogodek gledal zgolj kot na ponesrečen atentat in zaradi krivde razmišljal, da bi si vzel življenje, kasneje pa ugotovi, da so jih Nemci prevarali. Sprašuje se, kdo ga je želel ubiti na bregu Nadiže in zakaj je še zmeraj živ.

## Kritike
Roman Čudeži, ki ga je izdala koprska založba Lipa, je po seznamu, objavljenem v knjigi, že 49. knjiga nadvse plodovitega slovenskega pisatelja in pesnika Pavleta Zidarja, pri tem pa ponatisi ali izbori njegovih del niti niso šteti. Čudeži so potemtakem res nekakšen pisateljski čudež, in kar se tega tiče, knjiga upravičeno nosi takšen naslov. Drugače pa je za bralca bolje, da od najnovejše Zidarjeve knjige ne pričakuje razkritja kakršnih koli čudežev, če seveda izvzamemo, da je na neki način vsako človeško življenje čudež. In prav z življenji različnih oseb se v tej knjigi pisatelj Zidar ukvarja. V avtobiografsko začrtano in okvirjeno pripoved vnaša realistične opise življenjskih usod, ti elementi pa se ves čas mešajo z značilnim Zidarjevim premišljevanjem, ki je včasih izzivajoče, nenavadno, čudno, večkrat na meji ironije, mestoma pa že kar uporniško. Nekaj odlomkov v Čudežih, ko pistelj premišlja o umetnosti in z njo neločljivo povezanim uporništvom, je napisal že skoraj esejistično. Elementi pripovedi v najnovejšem Zidarjevem romanu niso čvrsteje povezani. Edina vez med posameznimi opisanimi življenjskimi usodami je pravzaprav pisatelj sam s svojim ustvarjalnim dejanjem zapisovanja prebujenih spominov. Tako je ustvaril mozaično pripoved, ki pa se, žal, ne strjuje v čvrstejšo celoto; tovornih odnosov med posameznimi elementi pripovedi ni, tako da bi roman prav lahko razpadel v samostojne novele. Če pa te vezi so, potem so prikrite in težje razberljive pri običajno pozornem branju. Omeniti pa je treba, da Zidar še naprej ostaja mojster slovenske besede. Sočni, svojski način izražanja ostaja slej ko prej njegova nesporna kvaliteta, ki tudi v Čudežih ni zatajila. Najbrž pa tega romana ne bomo uvrstili med Zidarjeve vrhunske stvaritve. (Markelj 1982)